# Lithurgus cognatus
Lithurgus cognatus är en biart som beskrevs av Smith 1868. Lithurgus cognatus ingår i släktet Lithurgus och familjen buksamlarbin. Inga underarter finns listade i Catalogue of Life.